# エリザヴェータ・ミハイロヴナ
エリザヴェータ・ミハイロヴナ（ロシア語: Елизавета Михайловна, ラテン文字転写: Elisaveta Mikhailovna, 1826年5月26日 - 1845年1月28日）は、ナッサウ公アドルフ（のちのルクセンブルク大公アドルフ）の最初の妃。ロシア大公女。
ドイツ語名はエリーザベト・ミヒャイロヴナ・フォン・ルスラント
（Elisabeth Michailowna von Russland）。

## 生涯

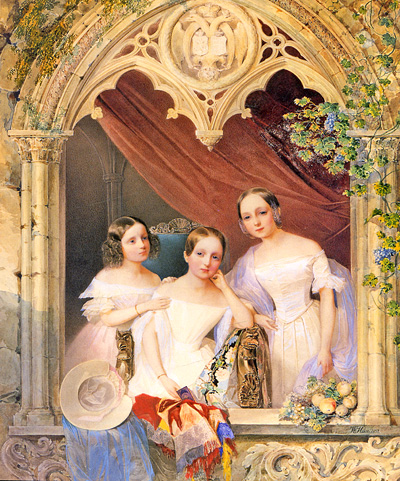
エリザヴェータ（中央）と妹のエカチェリーナ（左）と姉マリア（右）

父はロシア皇帝パーヴェル1世の末子ミハイル・パヴロヴィチ大公、母はヴュルテンベルク王家出身のエレナ・パヴロヴナ。モスクワのクレムリン宮殿で夫妻の第2子として生まれ、母と親しかった亡き義理の伯母エリザヴェータ・アレクセーエヴナにちなんでエリザヴェータと名付けられた。幼少期にリリ（Lili）と呼ばれたエリザヴェータは、サンクトペテルブルクのミハイロフスキー宮殿で姉妹と共に育てられた。姉妹たちのなかで最も母似で可愛らしいと言われ、良い教育と優雅な物腰を身につけた。
1843年の暮れ、サンクトペテルブルクを訪問したナッサウ公アドルフと初めて出会った。アドルフの継母パウリーネはエリザヴェータの母方の叔母にあたり、2人には少なからず縁があった。エリザヴェータとアドルフは恋に落ち、1844年1月31日に結婚した。エリザヴェータは17歳、アドルフは26歳だった。
結婚後、数か月をロシアで暮らし、のち2人は住居のあるヴィースバーデンへ向かった。彼女は民衆に親しまれ、まもなくして第一子を身ごもったエリザヴェータとアドルフは非常に幸福であった。しかし、その幸福の絶頂はわずか1年ほどで失われた。1845年1月、エリザヴェータは女児を産んで亡くなり、赤ん坊も長くは生きられなかったのである。一度に妻子を失ったアドルフは悲嘆に暮れ、愛妻エリザヴェータを偲び、ヴィースバーデンに正教会の聖エリーザベト教会を建設させた。丘の上に建つ教会は、常に自身の住居から眺められるようにとアドルフが選んだ場所にあった。エリザヴェータの石棺は、今日でも教会内部に安置されている。

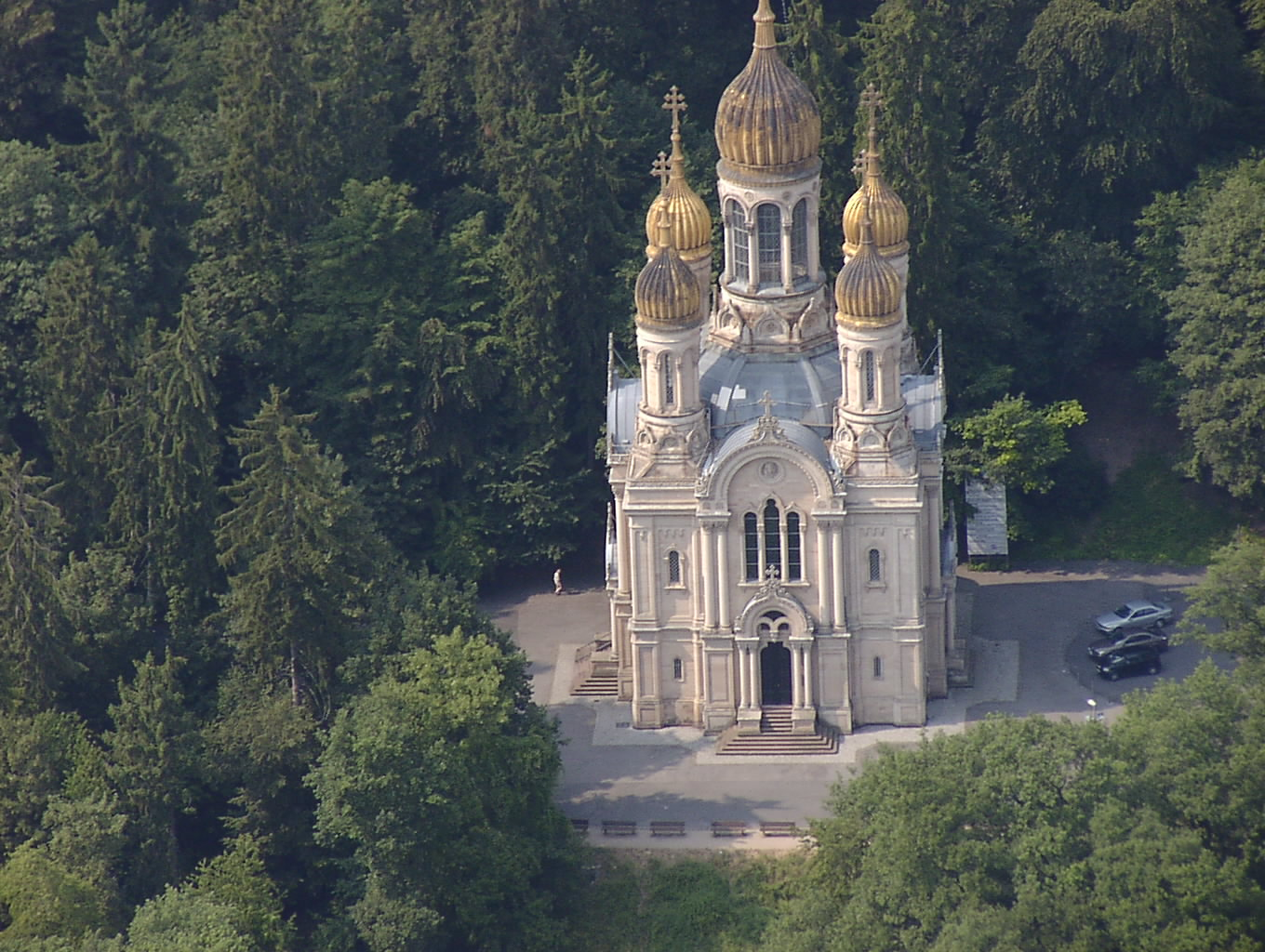
ヴィースバーデンの聖エリーザベト教会
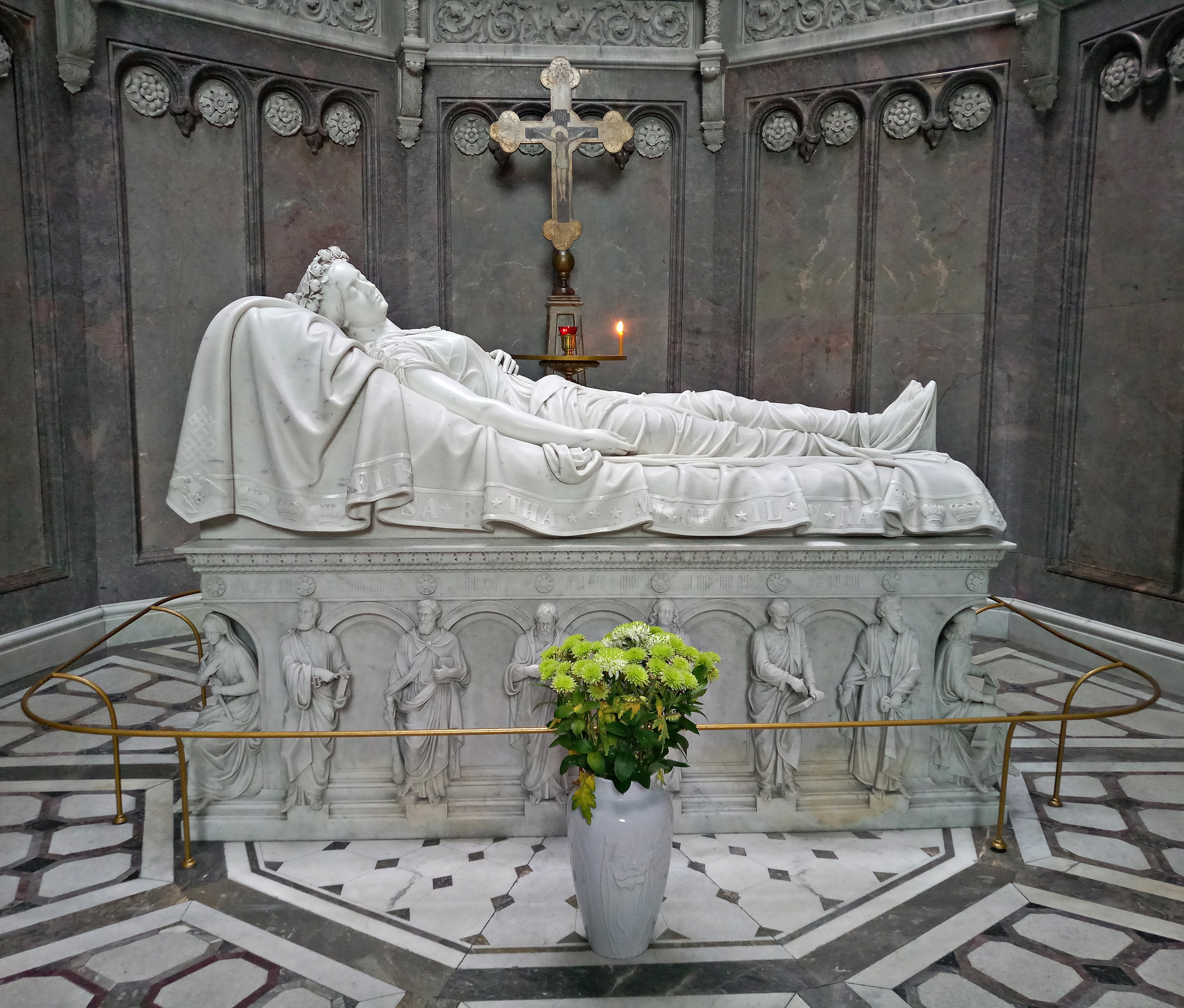
聖エリーザベト教会にあるエリザヴェータの石棺

| 先代 パウリーネ・フォン・ヴュルテンベルク | ナッサウ公妃 1844年 - 1845年 | 次代 アーデルハイト・マリー・フォン・アンハルト＝デッサウ |